# Богданкевич, Лариса Семёновна
Лари́са Семёновна Богданке́вич (27 апреля 1929 — 27 июня 2011) — российский физик, лауреат Государственной премии СССР.

## Биография
Девичья фамилия Поршнева.
Отец, Семён Михайлович Анисин (1902—1966), и мать, Наталья Михайловна Поршнева (1903—1985, чемпионка СССР 1937 года по толканию ядра), родились в Рязани.
Муж (с 27 апреля 1951 года) — доктор физико-математических наук, профессор Олег Владимирович Богданкевич (1928—2001) (в 1981 г. развелись).
Окончила МГУ (1952, с отличием) и аспирантуру ФИАН (1952—1956).
С 1953 года работала в ФИАН. В 1983 году после разделения ФИАН на два института перешла в Институт общей физики АН (ИОФАН), где проработала в отделе теоретической физики в должности старшего научного сотрудника до выхода на пенсию (1996).
В 1960 году защитила кандидатскую диссертацию на тему «Черенковское излучение зарядов, дипольных моментов и токовых колец при наличии границ».
Государственная премия СССР 1991 года (в составе коллектива) — за учебник «Основы электродинамики плазмы» (1988; 2-е издание).
С 1996 г. на пенсии.
Умерла 27 июня 2011 года после продолжительной тяжёлой болезни.

## Сочинения
- Колебания и волны в плазменных средах / А. Ф. Александров, Л. С. Богданкевич, А. А. Рухадзе. — М. : Изд-во МГУ, 1990. — 270,[1] с. : ил.; 22 см; ISBN 5-211-00980-0
- Основы электродинамики плазмы : [Учеб. для физ. спец. ун-тов] / А. Ф. Александров, Л. С. Богданкевич, А. А. Рухадзе; Под ред. А. А. Рухадзе. — 2-е изд., перераб. и доп. — М. : Высш. шк., 1988. — 423,[1] с. : граф.; 22 см; ISBN 5-06-001404-5
- Физика сильноточных релятивистских пучков [Текст] / А. А. Рухадзе, Л. С. Богданкевич, С. Е. Росинский, В. Г. Рухлин; под ред. А. А. Рухадзе. — Изд. 2-е, доп. — Москва : URSS : Ленанд, 2016. — 192, [1] с. : ил.; 22 см; ISBN 978-5-9710-2096-7